# Papa'z Song
Papa'z Song è un singolo del rapper statunitense Tupac Shakur, pubblicato nel 1994 ed estratto dall'album Strictly 4 My N.I.G.G.A.Z..
Il brano vede la partecipazione del fratellastro del rapper, Mopreme Shakur.

## Tracce
1. Papa'z Song
2. Dabastard's Remix
3. Vibe Tribe Remix
4. Peep Game (feat. Deadly Threat)
5. Cradle to the Grave